# 班士
班士（英文: Warren Delabere Barnes，1865年9月22日—1911年10月28日）是英国殖民地官员。从1888年到1910年，他一直在马来亚公务员队伍擔任公職，之後他在1911年的五个月时间里到香港担任輔政司，1911年10月28日於輔政司任內病逝。

## 生平
班士早年就讀於剑桥大学国王学院和剑桥大学彭布罗克学院，于1887年毕业。

### 马来半岛
1888年，他被殖民地部任命为海峡殖民地官學生，一年後被派往汕头学习潮州方言。 他于1890年到新加坡，并于1891年11月在潮州通过期末考试。他于1893年获委任为槟城第三任裁判官；同年稍后获委任为霹靂州華民政務司；1899年为槟城高级裁判官兼華民政務司。1901年1月获委任为槟城華民政務司；1903年8月获委任为地政及矿务署署理署长；1903年11月获委任为英国驻马来联邦槟城代理；1904年获委任为海峡殖民地華民政務司。1904年5月，他被任命为中国事务、海峡殖民地和马来联邦秘书。1909年2月，他出席在上海举行的国际鸦片委员会会议。 1910年1月，他以英国代理身份返回槟城。

#### 以他的名字命名的植物
1900年，班士在槟城古农本侬进行了一次探险，是以在山上架起一座三角形的灯塔。8月31日，他离开了拉普（Raub)，到达了古农本侬的一个附峰，他认为这个峰会就是Gunung Kluang Terbang。9月21日他回到了拉普。在探险过程中，他收集了不同植物，其中在海拔5000英尺（1524米）收集到的22种植物被亨利·尼古拉斯·里德利（Henry Nicholas Ridle）列入了名錄。
到1913年，他發現的一种植物 — 桑寄生科的 Elytranthe barnesii Gamble 已经以他的名字命名。 这种植物被描述为“榴莲的寄生虫”。

### 香港
1911年6月7日，班士被任命为香港輔政司，接替梅含理于1月21日出任斐济总督而懸空的位置。 班士于1911年6月8日成为香港立法局的当然议员。
1911年10月4日，他与英国驻广州总领事 J.W. Jamieson 先生代表英国政府出席九广铁路深圳至广州段开通仪式。班士于1911年10月28日在跑马地打马球时心脏衰竭發作逝世，享年46岁。遺體葬於香港墳場。蒲鲁贤于1911年10月30日被任命为代理輔政司，并一直担任此职直到1911年11月28日。1911年1月22日至6月6日以及由同年11月29日起，由金文泰署理輔政司。來自马来联邦的施勳被任命为下一任輔政司，并于1912年就职。

## 会员资格
- 1893年，他被选为皇家亚洲学会海峡分会的成员[21]
- 1902年，他被选为倫敦地理學會的研究员[22]
- 1911年，他被选为皇家殖民研究所的研究员[23]

## 著作
他曾於《皇家亚洲学会海峡分会杂志》上发表论文。
- Barnes, W. D. . Journal of the Straits Branch of the Royal Asiatic Society (39) (Singapore). June 1903: 1–10. (The list of species by Henry Nicholas Ridley is at pp. 10–18)
- Schmidt, Wilhelm; Barnes, W. D. . Journal of the Straits Branch of the Royal Asiatic Society (39) (Singapore). June 1903: 38–45.
- Barnes, W. D. . Journal of the Straits Branch of the Royal Asiatic Society (60) (Singapore). December 1911: 25–34.
- Barnes, W. D. . Journal of the Straits Branch of the Royal Asiatic Society (60) (Singapore). December 1911: 35–36.
- Barnes, W. D. . Journal of the Straits Branch of the Royal Asiatic Society (60) (Singapore). December 1911: 37–40.